# Malmesjaurs revir
Malmesjaurs revir var ett skogsförvaltningsområde inom Skellefteå överjägmästardistrikt och Norrbottens län som omfattade av Arvidsjaurs socken: Pite älvs, Abmoälvens, Malmesjaures, Ljusbäckens och Pilträskbäckens flodområden och av Arjeplogs socken: kronoparken vid Pite älv samt inom gränserna för denna belägna hemmansområden. Reviret var indelat i sex bevakningstrakter. Vid slutet av 1910 omfattade dess allmänna skogar en sammanlagd areal av 247 782 hektar, varav tolv kronoparker om totalt 232 995 hektar.